# Meridiano 6 W
O meridiano 6 W é um meridiano que, partindo do Polo Norte, atravessa o Oceano Ártico, Oceano Atlântico, Europa, África, Oceano Antártico, Antártida e chega ao Polo Sul. Forma um círculo máximo com o meridiano 174 E.
Começando no Polo Norte, tem os seguintes cruzamentos:
| País, território ou mar | Notas |
| ----------------------- | --- |
| Oceano Ártico           | |
| Oceano Atlântico        | Passa a leste da ilha Fugloy, Ilhas Feroé · Passa a leste da ilha Svínoy, Ilhas Feroé · Passa a oeste da ilha North Rona, Escócia, Reino Unido · Passa a leste da ilha Sula Sgeir, Escócia, Reino Unido<br/ |
| O Minch                 | Passa a leste da ilha Lewis, Escócia, Reino Unido |
| Reino Unido             | Escócia - ilhas de South Rona, Raasay, Scalpay e Skye |
| Mar das Hébridas        | |
| Reino Unido             | Escócia - penínsulas de Ardnamurchan e Morvern, e Ilha de Mull |
| Oceano Atlântico        | Firth of Lorn |
| Reino Unido             | Escócia - ilha de Jura |
| Oceano Atlântico        | Sound of Jura - passa a leste de Islay, Escócia, Reino Unido · Canal do Norte - passa a leste da Ilha Rathlin, Irlanda do Norte, Reino Unido                                                                |
| Reino Unido             | Irlanda do Norte - passa a oeste de Belfast |
| Mar da Irlanda          | Passa a leste da Ilha Lambay, Irlanda · Passa a leste de Howth Head (perto de Dublin), Irlanda · Passa a leste de Wicklow Head, Irlanda                                                                     |
| Mar Celta               | Passa a oeste de Land's End, Inglaterra, Reino Unido · Passa a oeste das Ilhas Scilly · Golfo da Biscaia |
| Espanha                 | |
| Oceano Atlântico        | |
| Marrocos                | |
| Argélia                 | |
| Mauritânia              | |
| Mali                    | |
| Mauritânia              | |
| Mali                    | |
| Costa do Marfim         | |
| Oceano Atlântico        | Passa a oeste da ilha de Santa Helena, Santa Helena, Ascensão e Tristão da Cunha |
| Oceano Antártico        | |
| Antártida               | Terra da Rainha Maud, reivindicada pela Noruega |